# 망월돈대
망월돈대(望月墩臺)는 인천광역시 강화군 하점면에 있는 돈대이다. 1995년 3월 1일 인천광역시의 문화재자료 제11호 망월돈대 및 장성으로 지정되었다가, 2008년 8월 18일 현재의 명칭으로 변경되었다.

## 개요
돈대는 해안가나 접경 지역에 쌓은 소규모 관측·방어시설이다. 병사들이 돈대 안에서 경계근무를 서며 외적의 척후 활동을 비롯한 각종 수상한 정황을 살피고 대처한다. 적이 침략할 때는 돈대 안에 비치된 무기로 방어전을 펼친다.
망월리에 있는 이 돈대는 40∼120㎝의 돌을 직사각형으로 쌓아 올린 것으로, 성곽 위로는 흙벽돌로 낮게 쌓은 담장이 둘러져 있었으나 지금은 그 흔적만 남아 있다. 망월돈대는 1679년(숙종 5)에 쌓은 48돈대 가운데 하나로 진무영에서 직접 관할하는 영문 소속 돈대였다. 방형구조로 둘레 124m, 석벽의 높이는 180~300㎝이다. 대개 돈대들이 해안가 높은 지대에 위치하는 것과 달리 망월돈대는 갯가 낮은 지대에 설치됐다. 그래도 시야를 가리는 방해물이 없어 경계초소로 부족함이 없다. 남쪽으로 계룡돈대, 북쪽으로 무태돈대가 있다. 돈대와 함께 있는 이 장성은 고려 고종이 이곳 강화도로 도읍을 옮기면서 해안방어를 튼튼히 하기 위해 쌓아 올린 것으로, 누각을 설치한 출입문이 6곳, 물길이 드나드는 문이 7곳 마련되어 있었다.

## 참고 문헌
- 이 문서에는 다음커뮤니케이션(현 카카오)에서 GFDL 또는 CC-SA 라이선스로 배포한 글로벌 세계대백과사전의 내용을 기초로 작성된 글이 포함되어 있습니다.

## 참고 자료
- 망월돈대 - 국가유산청 국가유산포털